# Oleksandrivsk
Oleksandrivsk (în ucraineană Олександрівськ) este un oraș raional din orașul regional Luhansk, regiunea Luhansk, Ucraina. În afara localității principale, nu cuprinde și alte sate.

## Demografie
Componența lingvistică a orașului Oleksandrivsk
     Rusă (56,65%)
     Ucraineană (41,73%)
     Alte limbi (0,13%)
Conform recensământului din 2001, majoritatea populației orașului Oleksandrivsk era vorbitoare de rusă (56,65%), existând în minoritate și vorbitori de ucraineană (41,73%) și armeană (1,46%).